# Masia (Regencós)
La Masia és una obra de Regencós (Baix Empordà) inclosa a l'Inventari del Patrimoni Arquitectònic de Catalunya.

## Descripció
Edifici gòtic, sembla ésser del segle xvi, situat al centre històric del poble de Regencós, junts al carrer de l'església, un dels carrerons estrets que volten a l'església.
Aquest és de planta baixa, pis i altell, i està cobert a dues aigües, les vessants de la coberta van cap a les façanes secundàries. Constructivament parlant, l'estructura portant està feta amb pedra i morter de calc, mentre que la coberta és de teula àrab, sistema constructiu típic de la zona on és ubicat.

## Història
Aquest edifici va ser comprat per uns estrangers, i ara és utilitzat com a segona residència d'aquests.
Per l'aspecte de la façana, sembla que l'edifici va ser retocat, quant a les obertures i el tractament de les façanes.